# Anastasija Karpowa

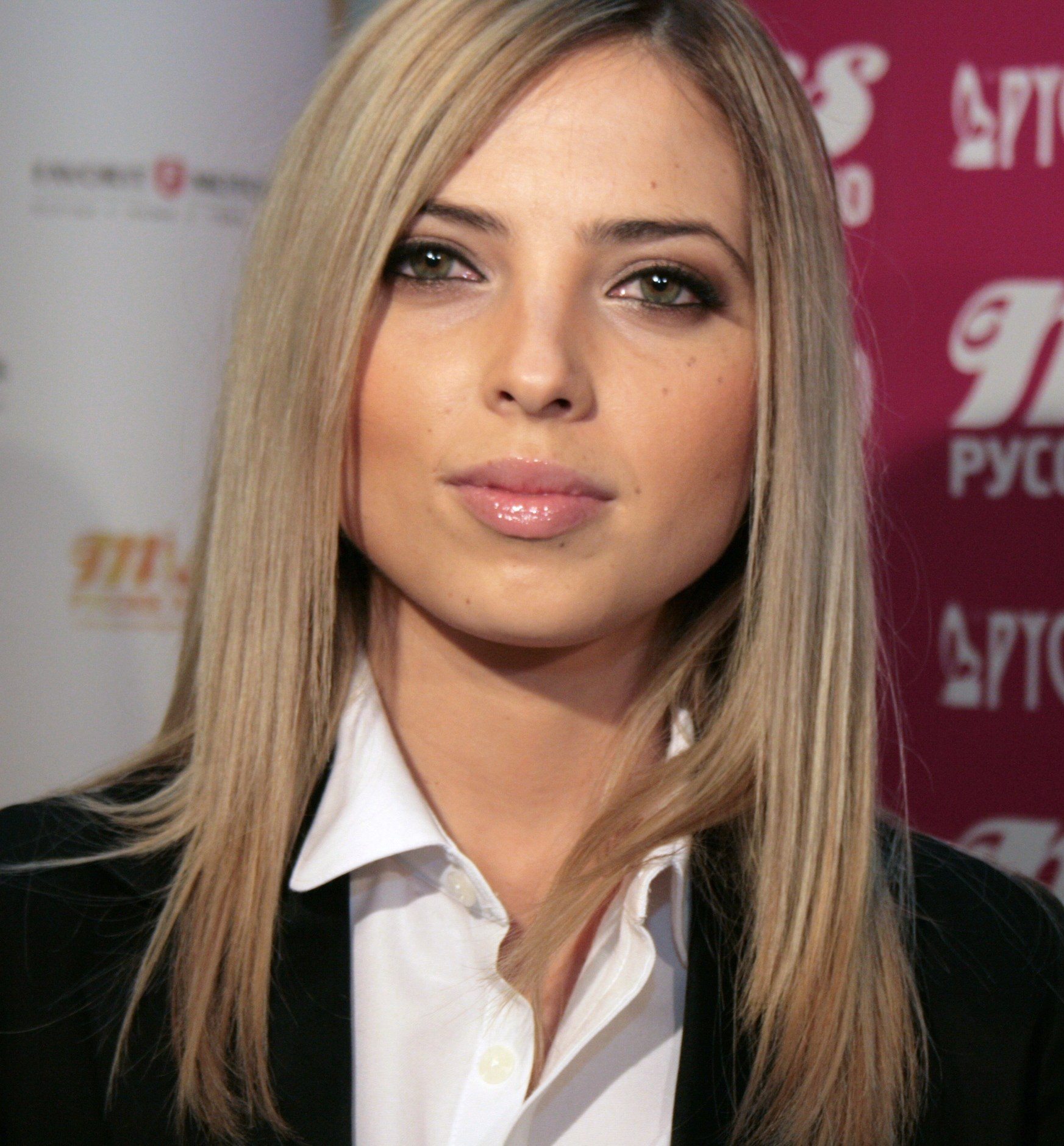
Anastasija Karpowa

Anastasija Leonidowna Karpowa (ros. Анастасия Леонидовна Карпова; ur. 2 listopada 1984 r. w Bałakowie) – rosyjska piosenkarka, była członkini grupy Sieriebro.
Od dzieciństwa zajmowała się baletem, brała też lekcje śpiewu. W 2009 r. wstąpiła do grupy Sieriebro i zastąpiła Marinę Lizorkinę. Pierwszy raz wystąpiła publicznie z zespołem 25 czerwca 2009 r. w Petersburgu. Pierwszym singlem grupy nagranym z jej udziałem jest Сладко (Sładko). 27 września 2013 roku Anastasija odeszła z grupy.

## Serebro
18 czerwca 2009 roku Marina Lizorkina oficjalnie opuściła żeński zespół wokalny Serebro, który reprezentował Rosję w Konkursie Piosenki Eurowizji 2007. Producent Serebro Maxim Fadeev potwierdził możliwość przyłączenia do grupy nowej członkini. Karpova zastąpiła Lizorkinę i dopełniła trio Serebro, dołączając do Eleny Temnikovej oraz Olgi Seryabkinowej. Anastasija w jednym z wywiadów powiedziała: " Życie często przynosi różne okazje i szanse. Trzeba je tylko właściwie wykorzystać ". Karpova pierwszy raz publicznie wystąpiła 25 czerwca 2009r. w Petesburgu. Podczas czteroletniej kariery w Serebro z Karpovą zostały wydane takie światowe hity jak: "Mama Lover" (angielska wersja utworu "Mama Ljuba"), czy "Mi Mi Mi". Ostatecznie, po czterech latach, 27 września 2013 roku po koncercie w Saint-Petersburgu Karpova poinformowała, że to był jej ostatni występ w tym zespole, gdyż wybiera karierę solowej piosenkarki.